# لورينزو ريتشي
لورينزو ريتشي (بالإيطالية: Lorenzo Ricci)‏ هو منافس ألعاب قوى إيطالي، ولد في 13 مايو 1971 في سارزانا في إيطاليا.

## وصلات خارجية
- لورينزو ريتشي على موقع Paralympic.org (الإنجليزية)
- لورينزو ريتشي على موقع IPC.InfostradaSports.com (مؤرشف) (الإنجليزية)